# 四川省高等学校列表
四川省高等学校列表是中国大陆高等学校列表的四川省部分。

## 本科院校
| 学校名称                 | 建校时间 | 所属部门                       | 所在地   | 层次 | 网址                                                                     | 备注                                                                              |
| ------------------------ | -------- | ------------------------------ | -------- | ---- | ------------------------------------------------------------------------ | --------------------------------------------------------------------------------- |
| 四川大学                 | 1896年   | 教育部                         | 成都市   | 博士 | http://www.scu.edu.cn/（页面存档备份，存于）                             | 985工程 211工程 “双一流”建设高校                                                  |
| 电子科技大学             | 1956年   | 教育部                         | 成都市   | 博士 | http://www.uestc.edu.cn/（页面存档备份，存于）                           | 985工程 211工程 “双一流”建设高校                                                  |
| 西南交通大学             | 1896年   | 教育部                         | 成都市   | 博士 | http://www.swjtu.edu.cn/（页面存档备份，存于）                           | 211工程 “双一流”建设高校 1个外地分校区（峨眉校区，位于峨眉山市）                  |
| 西南财经大学             | 1925年   | 教育部                         | 成都市   | 博士 | http://www.swufe.edu.cn/（页面存档备份，存于）                           | 211工程 “双一流”建设高校                                                          |
| 四川农业大学             | 1906年   | 省部共建 教育部                | 成都市   | 博士 | http://www.sicau.edu.cn/（页面存档备份，存于）                           | 211工程 “双一流”建设高校 两地办学（雅安市、成都市）                               |
| 成都理工大学             | 1956年   | 省部共建 教育部 自然资源部     | 成都市   | 博士 | http://www.cdut.edu.cn/（页面存档备份，存于）                            | “双一流”建设高校 中西部高校基础能力建设工程                                       |
| 西南石油大学             | 1958年   | 省部（央企）共建 教育部        | 成都市   | 博士 | http://www.swpu.edu.cn/（页面存档备份，存于）                            | “双一流”建设高校 中西部高校基础能力建设工程 1个外地分校区（南充校区，位于南充市） |
| 成都中医药大学           | 1956年   | 省部共建 教育部 国家中医药局   | 成都市   | 博士 | http://www.cdutcm.edu.cn/（页面存档备份，存于）                          | “双一流”建设高校                                                                  |
| 西南民族大学             | 1951年   | 国家民委                       | 成都市   | 博士 | http://www.swun.edu.cn/（页面存档备份，存于）                            |                                                                                   |
| 四川师范大学             | 1946年   | 四川省                         | 成都市   | 博士 | http://www.sicnu.edu.cn/（页面存档备份，存于）                           | 中西部高校基础能力建设工程                                                        |
| 成都体育学院             | 1942年   | 省部共建 体育总局              | 成都市   | 博士 | http://www.cdsu.edu.cn/（页面存档备份，存于）                            |                                                                                   |
| 成都信息工程大学         | 1956年   | 省部共建 国家气象局            | 成都市   | 硕士 | http://www.cuit.edu.cn/（页面存档备份，存于）                            | 中西部高校基础能力建设工程                                                        |
| 西华大学                 | 1960年   | 四川省                         | 成都市   | 硕士 | http://www.xhu.edu.cn/（页面存档备份，存于）                             | 中西部高校基础能力建设工程 1个外地分校区（宜宾校区，位于宜宾市）                  |
| 成都大学                 | 1978年   | 四川省                         | 成都市   | 硕士 | http://www.cdu.edu.cn/（页面存档备份，存于）                             |                                                                                   |
| 四川音乐学院             | 1939年   | 四川省                         | 成都市   | 硕士 | http://www.sccm.cn/（页面存档备份，存于）                                | 一个外地分校区（川音成都美术学院，位于资阳市临空经济区）                          |
| 成都医学院               | 1947年   | 四川省                         | 成都市   | 硕士 | http://www.cmc.edu.cn/（页面存档备份，存于）                             |                                                                                   |
| 成都师范学院             | 1955年   | 四川省                         | 成都市   | 硕士 | http://www.cdnu.edu.cn/（页面存档备份，存于）                            |                                                                                   |
| 成都工业学院             | 1913年   | 四川省                         | 成都市   | 学士 | http://www.cdtu.edu.cn/（页面存档备份，存于）                            |                                                                                   |
| 四川旅游学院             | 1985年   | 四川省                         | 成都市   | 学士 | http://www.sctu.edu.cn/（页面存档备份，存于）                            |                                                                                   |
| 四川传媒学院             | 1997年   | 省教育厅                       | 成都市   | 学士 | http://www.cdysxy.com/（页面存档备份，存于）                             | 民办                                                                              |
| 吉利学院                 | 2000年   | 省教育厅                       | 成都市   | 学士 | http://www.yxhmc.edu.cn/（页面存档备份，存于）                           | 民办 1个外地分校区（北京校区，位于北京市）                                        |
| 四川工商学院             | 2001年   | 省教育厅                       | 成都市   | 学士 | https://www.stbu.edu.cn/（页面存档备份，存于）                           | 民办 1个外地分校区（眉山校区，位于眉山市）                                        |
| 四川电影电视学院         | 1992年   | 省教育厅                       | 成都市   | 学士 | http://www.scftvc.com/（页面存档备份，存于）                             | 民办                                                                              |
| 成都银杏酒店管理学院     | 2002年   | 省教育厅                       | 成都市   | 学士 | http://www.gingkoc.edu.cn/ （页面存档备份，存于） （页面存档备份，存于） | 民办                                                                              |
| 电子科技大学成都学院     | 2001年   | 省教育厅                       | 成都市   | 学士 | http://www.cduestc.cn//（页面存档备份，存于）                            | 独立学院                                                                          |
| 成都锦城学院             | 2005年   | 省教育厅                       | 成都市   | 学士 | http://www.scujcc.edu.cn// （页面存档备份，存于）                        | 独立学院                                                                          |
| 成都东软学院             | 2003年   | 省教育厅                       | 都江堰市 | 学士 | http://www.nsu.edu.cn/（页面存档备份，存于）                             | 民办                                                                              |
| 四川外国语大学成都学院   | 2000年   | 省教育厅                       | 都江堰市 | 学士 | http://www.cisisu.edu.cn/（页面存档备份，存于）                          | 独立学院                                                                          |
| 成都文理学院             | 2004年   | 省教育厅                       | 金堂县   | 学士 | http://www.cdcas.edu.cn/（页面存档备份，存于）                           | 民办                                                                              |
| 成都艺术职业大学         | 1999年   | 省教育厅                       | 新津市   | 学士 | http://www.cdartpro.cn/（页面存档备份，存于）                            | 民办 1个外地分校区（青神校区，位于青神县）                                        |
| 四川轻化工大学           | 1965年   | 省部共建 国防科技工业局        | 自贡市   | 硕士 | http://www.suse.edu.cn/（页面存档备份，存于）                            | 中西部高校基础能力建设工程 1个外地分校区（宜宾校区，位于宜宾市）                  |
| 攀枝花学院               | 1983年   | 四川省                         | 攀枝花市 | 学士 | http://www.pzhu.cn/（页面存档备份，存于）                                |                                                                                   |
| 西南医科大学             | 1951年   | 四川省                         | 泸州市   | 博士 | http://www.swmu.edu.cn/（页面存档备份，存于）                            |                                                                                   |
| 四川警察学院             | 1950年   | 四川省                         | 泸州市   | 硕士 | http://scpolicec.edu.cn/（页面存档备份，存于）                           |                                                                                   |
| 中国民用航空飞行学院     | 1956年   | 中国民航局                     | 广汉市   | 硕士 | http://www.cafuc.edu.cn/（页面存档备份，存于）                           | 1个外地分校区（天府校区，位于简阳市）                                             |
| 四川工业科技学院         | 1995年   | 省教育厅                       | 德阳市   | 学士 | http://www.scit.cn/（页面存档备份，存于）                                | 民办                                                                              |
| 西南科技大学             | 1939年   | 省部共建 教育部 国防科技工业局 | 绵阳市   | 博士 | http://www.swust.edu.cn/（页面存档备份，存于）                           | 中西部高校基础能力建设工程                                                        |
| 绵阳师范学院             | 1940年   | 四川省                         | 绵阳市   | 硕士 | http://www.mnu.cn/（页面存档备份，存于）                                 |                                                                                   |
| 四川文化艺术学院         | 2001年   | 四川省教育厅                   | 绵阳市   | 学士 | http://www.sca.edu.cn/（页面存档备份，存于）                             | 民办                                                                              |
| 西南财经大学天府学院     | 2002年   | 省教育厅                       | 绵阳市   | 学士 | http://www.tfswufe.edu.cn/（页面存档备份，存于）                         | 独立学院 2个外地分校区（分别位于成都市、德阳市）                                  |
| 绵阳城市学院             | 2006年   | 省教育厅                       | 绵阳市   | 学士 | http://www.ccswust.edu.cn/（页面存档备份，存于）                         | 独立学院                                                                          |
| 内江师范学院             | 1956年   | 四川省                         | 内江市   | 学士 | http://www.njtc.edu.cn/（页面存档备份，存于）                            |                                                                                   |
| 乐山师范学院             | 1978年   | 四川省                         | 乐山市   | 学士 | http://www1.lsnu.edu.cn/（页面存档备份，存于）                           |                                                                                   |
| 西华师范大学             | 1946年   | 四川省                         | 南充市   | 博士 | http://www.cwnu.edu.cn/（页面存档备份，存于）                            |                                                                                   |
| 川北医学院               | 1951年   | 四川省                         | 南充市   | 硕士 | http://www.nsmc.edu.cn/（页面存档备份，存于）                            |                                                                                   |
| 西南交通大学希望学院     | 2009年   | 省教育厅                       | 金堂县   | 学士 | http://www.swjtuhc.cn/（页面存档备份，存于）                             | 独立学院                                                                          |
| 四川大学锦江学院         | 2009年   | 省教育厅                       | 眉山市   | 学士 | https://www.scujj.edu.cn/（页面存档备份，存于）                          | 独立学院                                                                          |
| 宜宾学院                 | 1978年   | 四川省                         | 宜宾市   | 学士 | http://www.yibinu.edu.cn/（页面存档备份，存于）                          |                                                                                   |
| 四川文理学院             | 1976年   | 四川省                         | 达州市   | 学士 | http://www.sasu.edu.cn/（页面存档备份，存于）                            |                                                                                   |
| 阿坝师范学院             | 1978年   | 四川省                         | 汶川县   | 学士 | http://www.abtu.edu.cn/（页面存档备份，存于）                            |                                                                                   |
| 四川民族学院             | 1948年   | 四川省                         | 康定县   | 学士 | http://www.scun.edu.cn/（页面存档备份，存于）                            |                                                                                   |
| 西昌学院                 | 1939年   | 四川省                         | 西昌市   | 学士 | http://www.xcc.sc.cn/（页面存档备份，存于）                              |                                                                                   |
| 四川音乐学院成都美术学院 | 2000年   | 四川省                         | 资阳市   | 学士 | http://my.sccm.cn/ （页面存档备份，存于）                                |                                                                                   |

## 专科院校
| 学校名称                     | 建校时间 | 所在地   | 所属部门 | 网址                                               | 备注                                       |
| ---------------------------- | -------- | -------- | -------- | -------------------------------------------------- | ------------------------------------------ |
| 成都纺织高等专科学校         | 1939年   | 成都市   | 四川省   | http://www.cdtc.edu.cn/（页面存档备份，存于）      |                                            |
| 成都航空职业技术学院         | 1965年   | 成都市   | 四川省   | http://www.cap.edu.cn/（页面存档备份，存于）       |                                            |
| 四川电力职业技术学院         | 1917年   | 成都市   | 四川省   | http://www.scdy.edu.cn/（页面存档备份，存于）      |                                            |
| 四川交通职业技术学院         | 1952年   | 成都市   | 四川省   | http://www.svtcc.edu.cn/（页面存档备份，存于）     |                                            |
| 成都职业技术学院             | 1911年   | 成都市   | 四川省   | http://www.cdp.edu.cn/（页面存档备份，存于）       |                                            |
| 四川邮电职业技术学院         | 1956年   | 成都市   | 四川省   | http://www.sptpc.com/（页面存档备份，存于）        |                                            |
| 四川航天职业技术学院         | 1965年   | 成都市   | 四川省   | http://www.scavc.com/（页面存档备份，存于）        | 1个外地分校区（新区，位于广汉市）          |
| 四川商务职业学院             | 1907年   | 成都市   | 四川省   | http://www.scsw.net.cn/（页面存档备份，存于）      |                                            |
| 成都农业科技职业学院         | 1958年   | 成都市   | 四川省   | http://www.cdnkxy.com/（页面存档备份，存于）       |                                            |
| 四川铁道职业学院             | 1952年   | 成都市   | 四川省   | http://www.scmpi.cn/（页面存档备份，存于）         |                                            |
| 四川财经职业学院             | 1963年   | 成都市   | 四川省   | http://www.scpcfe.cn/（页面存档备份，存于）        |                                            |
| 四川文化产业职业学院         | 1983年   | 成都市   | 四川省   | http://www.svcci.cn/（页面存档备份，存于）         | 四川省干部函授学院                         |
| 成都工业职业技术学院         | 1951年   | 成都市   | 四川省   | https://www.cdivtc.edu.cn/（页面存档备份，存于）   |                                            |
| 四川护理职业学院             | 2014年   | 成都市   | 四川省   | http://www.cnsnvc.com/（页面存档备份，存于）       | 两地办学（成都市、德阳市）                 |
| 成都工贸职业技术学院         | 2015年   | 成都市   | 四川省   | https://www.cdgmxy.edu.cn/（页面存档备份，存于）   |                                            |
| 四川艺术职业学院             | 1953年   | 成都市   | 四川省   | http://www.scapi.cn/（页面存档备份，存于）         |                                            |
| 四川体育职业学院             | 1981年   | 成都市   | 四川省   | http://www.scscedu.net.cn/（页面存档备份，存于）   |                                            |
| 四川托普信息技术职业学院     | 2000年   | 成都市   | 省教育厅 | http://www.scetop.com/（页面存档备份，存于）       | 民办                                       |
| 四川国际标榜职业学院         | 1993年   | 成都市   | 省教育厅 | http://www.polus.edu.cn/（页面存档备份，存于）     | 民办                                       |
| 四川华新现代职业学院         | 2005年   | 成都市   | 省教育厅 | http://www.schxmvc.com.cn/（页面存档备份，存于）   | 民办                                       |
| 四川城市职业学院             | 1999年   | 成都市   | 省教育厅 | http://www.scuvc.com/（页面存档备份，存于）        | 民办 1个外地分校区（眉山校区，位于眉山市） |
| 四川现代职业学院             | 1993年   | 成都市   | 省教育厅 | http://www.scmvc.cn/（页面存档备份，存于）         | 民办                                       |
| 四川长江职业学院             | 2010年   | 成都市   | 省教育厅 | http://www.sccvc.com/（页面存档备份，存于）        | 民办                                       |
| 四川文轩职业学院             | 2013年   | 成都市   | 省教育厅 | https://www.scwxzyxy.cn/（页面存档备份，存于）     | 民办                                       |
| 天府新区通用航空职业学院     | 2018年   | 成都市   | 省教育厅 | http://www.ausedu.cn/（页面存档备份，存于）        | 民办                                       |
| 天府新区航空旅游职业学院     | 2018年   | 成都市   | 省教育厅 | http://www.schk777.com（页面存档备份，存于）       | 民办                                       |
| 四川工商职业技术学院         | 1959年   | 都江堰市 | 四川省   | http://www.sctbc.net/（页面存档备份，存于）        |                                            |
| 四川水利职业技术学院         | 1956年   | 都江堰市 | 四川省   | http://www.swcvc.net.cn/（页面存档备份，存于）     |                                            |
| 四川文化传媒职业学院         | 2005年   | 崇州市   | 省教育厅 | http://www.svccc.net/（页面存档备份，存于）        | 民办                                       |
| 四川西南航空职业学院         | 2014年   | 金堂县   | 省教育厅 | https://www.xnhkxy.edu.cn/（页面存档备份，存于）   | 民办                                       |
| 四川卫生康复职业学院         | 1918年   | 自贡市   | 四川省   | http://www.svchr.edu.cn/（页面存档备份，存于）     |                                            |
| 自贡职业技术学院             | 2021年   | 自贡市   | 四川省   | https://zgzyjsxy.com/                              | 民办                                       |
| 四川机电职业技术学院         | 1973年   | 攀枝花市 | 四川省   | http://www.scemi.com/（页面存档备份，存于）        |                                            |
| 攀枝花攀西职业学院           | 2019年   | 米易县   | 四川省   | http://www.pzhpxzyxy.com/（页面存档备份，存于）    | 民办                                       |
| 泸州职业技术学院             | 1901年   | 泸州市   | 四川省   | http://www.lzy.edu.cn/（页面存档备份，存于）       |                                            |
| 四川化工职业技术学院         | 1953年   | 泸州市   | 四川省   | http://sccc.edu.cn/（页面存档备份，存于）          |                                            |
| 江阳城建职业学院             | 2018年   | 泸州市   | 省教育厅 | http://www.jyccc.cn//（页面存档备份，存于）        | 民办                                       |
| 泸州医疗器械职业学院         | 2020年   | 泸州市   | 省教育厅 |                                                    | 民办                                       |
| 四川三河职业学院             | 2011年   | 合江县   | 省教育厅 | http://www.scshpc.com/（页面存档备份，存于）       | 民办                                       |
| 四川建筑职业技术学院         | 1956年   | 德阳市   | 四川省   | http://www.scatc.net/（页面存档备份，存于）        |                                            |
| 四川工程职业技术学院         | 1959年   | 德阳市   | 四川省   | http://www.scetc.net/（页面存档备份，存于）        |                                            |
| 四川司法警官职业学院         | 1982年   | 德阳市   | 四川省   | http://www.sjpopc.net/（页面存档备份，存于）       |                                            |
| 四川护理职业学院             | 2014年   | 德阳市   | 四川省   | http://www.cnsnvc.com/（页面存档备份，存于）       | 两地办学（成都市、德阳市）                 |
| 德阳农业科技职业学院         | 2020年   | 德阳市   | 省教育厅 | http://www.dynky.cn/ （页面存档备份，存于）        | 民办                                       |
| 德阳科贸职业学院             | 2010年   | 广汉市   | 省教育厅 | http://www.dvctt.com（页面存档备份，存于）         | 民办                                       |
| 德阳城市轨道交通职业学院     | 2018年   | 什邡市   | 省教育厅 | http://www.dcurt.cn/（页面存档备份，存于）         | 民办                                       |
| 民办四川天一学院             | 1991年   | 绵竹市   | 省教育厅 | http://www.tianyi.edu.cn/（页面存档备份，存于）    | 民办                                       |
| 绵阳职业技术学院             | 1933年   | 绵阳市   | 四川省   | http://www.myvtc.edu.cn/（页面存档备份，存于）     |                                            |
| 四川中医药高等专科学校       | 1958年   | 绵阳市   | 四川省   | http://www.scctcm.cn/（页面存档备份，存于）        |                                            |
| 四川幼儿师范高等专科学校     | 1917年   | 绵阳市   | 四川省   | http://www.scyesz.com/（页面存档备份，存于）       |                                            |
| 四川汽车职业技术学院         | 1979年   | 绵阳市   | 省教育厅 | http://www.scavtc.com/（页面存档备份，存于）       | 民办                                       |
| 四川电子机械职业技术学院     | 2013年   | 绵阳市   | 省教育厅 | http://www.scemvtc.com/                            | 民办                                       |
| 绵阳飞行职业学院             | 2020年   | 绵阳市   | 省教育厅 | http://www.topflying.com.cn/（页面存档备份，存于） | 民办                                       |
| 四川信息职业技术学院         | 1976年   | 广元市   | 四川省   | http://www.scitc.com.cn/（页面存档备份，存于）     |                                            |
| 川北幼儿师范高等专科学校     | 1937年   | 广元市   | 四川省   | http://www.cbyz.edu.cn/（页面存档备份，存于）      |                                            |
| 广元中核职业技术学院         | 1976年   | 广元市   | 四川省   | http://www.nivtc.com/（页面存档备份，存于）        | 民办                                       |
| 四川职业技术学院             | 1917年   | 遂宁市   | 四川省   | http://www.sczyxy.cn/（页面存档备份，存于）        |                                            |
| 内江职业技术学院             | 1956年   | 内江市   | 四川省   | http://www.njvtc.cn/（页面存档备份，存于）         |                                            |
| 川南幼儿师范高等专科学校     | 1937年   | 内江市   | 四川省   | http://www.cnyz.edu.cn/（页面存档备份，存于）      |                                            |
| 内江卫生与健康职业学院       | 2019年   | 内江市   | 四川省   | http://njnhvc.com/（页面存档备份，存于）           |                                            |
| 乐山职业技术学院             | 2002年   | 乐山市   | 四川省   | http://www.lszyxy.edu.cn/（页面存档备份，存于）    |                                            |
| 南充职业技术学院             | 2003年   | 南充市   | 四川省   | http://www.nczy.com/（页面存档备份，存于）         |                                            |
| 南充文化旅游职业学院         | 2020年   | 南充市   | 省教育厅 | https://www.ncvcct.com/ （页面存档备份，存于）     |                                            |
| 南充电影工业职业学院         | 2020年   | 绵阳市   | 省教育厅 |                                                    | 民办                                       |
| 眉山职业技术学院             | 1927年   | 眉山市   | 四川省   | http://www.msvtc.net/（页面存档备份，存于）        |                                            |
| 四川科技职业学院             | 2006年   | 眉山市   | 四川省   | http://www.scstc.cn/（页面存档备份，存于）         | 民办 1个外地分校区（辅校区，位于成都市）   |
| 天府新区信息职业学院         | 2018年   | 眉山市   | 省教育厅 | http://www.tficedu.com/（页面存档备份，存于）      | 民办                                       |
| 眉山药科职业学院             | 2018年   | 眉山市   | 省教育厅 | http://www.msykxy.cn/（页面存档备份，存于）        | 民办                                       |
| 宜宾职业技术学院             | 2002年   | 宜宾市   | 四川省   | http://www.ybzy.cn/（页面存档备份，存于）          |                                            |
| 广安职业技术学院             | 1906年   | 广安市   | 四川省   | http://www.gavtc.cn/（页面存档备份，存于）         |                                            |
| 达州职业技术学院             | 2001年   | 达州市   | 四川省   | http://www.dzvtc.edu.cn/（页面存档备份，存于）     |                                            |
| 达州中医药职业学院           | 2019年   | 达州市   | 四川省   | http://www.dzcmc.com/（页面存档备份，存于）        |                                            |
| 雅安职业技术学院             | 2002年   | 雅安市   | 四川省   | http://www.yazjy.com/（页面存档备份，存于）        |                                            |
| 巴中职业技术学院             | 2013年   | 巴中市   | 省教育厅 | https://www.bzzyjsxy.cn/（页面存档备份，存于）     | 民办                                       |
| 四川希望汽车职业学院         | 2013年   | 资阳市   | 省教育厅 | https://www.qicheedu.com/（页面存档备份，存于）    | 民办                                       |
| 资阳环境科技职业学院         | 2018年   | 资阳市   | 省教育厅 | https://www.sczest.cn/（页面存档备份，存于）       | 民办                                       |
| 资阳口腔职业学院             | 2019年   | 资阳市   | 省教育厅 | https://www.zykqxy.com/ （页面存档备份，存于）     | 民办                                       |
| 阿坝职业学院                 | 2018年   | 茂县     | 四川省   | http://www.abzyxy.cn/（页面存档备份，存于）        |                                            |
| 西昌民族幼儿师范高等专科学校 | 2018年   | 西昌市   | 四川省   | http://www.xcmzyz.com/（页面存档备份，存于）       |                                            |
| 四川应用技术职业学院         | 2018年   | 西昌市   | 四川省   | http://www.sccas.edu.cn/（页面存档备份，存于）     |                                            |

## 军事院校
| 学校名称                     | 所在地 | 创办时间 | 所属部门       | 学位层次 | 网址 | 备注                                      |
| ---------------------------- | ------ | -------- | -------------- | -------- | ---- | ----------------------------------------- |
| 中国人民武装警察部队警官学院 | 成都市 | 1950年   | 武警总部副军级 | 学士     |      | 2个训练基地（广州训练基地、仁寿驻训基地） |

## 成人院校
| 学校名称                     | 所在地 | 创办时间 | 性质 | 网址                                          | 备注           |
| ---------------------------- | ------ | -------- | ---- | --------------------------------------------- | -------------- |
| 中国科学院成都分院职工大学   | 成都市 | 1958年   | 公办 | http://www.cdb.cas.cn/（页面存档备份，存于）  | 隶属中国科学院 |
| 四川广播电视大学             | 成都市 | 1979年   | 公办 | http://www.scrtvu.net/（页面存档备份，存于）  | 多地办学       |
| 成都广播电视大学             | 成都市 | 1979年   | 公办 | https://www.cdrtvu.com/（页面存档备份，存于） |                |
| 四川省化工职工大学           | 成都市 | 1979年   | 公办 |                                               |                |
| 中国第五冶金建设公司职工大学 | 成都市 | 1980年   | 公办 | http://www.zgwyzd.com/（页面存档备份，存于）  |                |
| 四川科技职工大学             | 成都市 | 1981年   | 公办 | http://www.sckzd.com/（页面存档备份，存于）   |                |
| 成都冶金职工大学             | 成都市 | 1982年   | 公办 |                                               |                |
| 成都市职工大学               | 成都市 | 1985年   | 公办 |                                               |                |
| 四川省东方动力职工大学       | 成都市 | 1989年   | 公办 |                                               |                |
| 成都工业职工大学             | 成都市 | 1991年   | 公办 |                                               |                |
| 成都飞机工业公司职工工学院   | 成都市 | 1982年   | 公办 |                                               |                |
| 国营涪江机器厂职工大学       | 绵阳市 | 1971年   | 公办 |                                               |                |
| 中国工程物理研究院职工工学院 | 绵阳市 | 1978年   | 公办 | http://www.caepit.com/（页面存档备份，存于）  |                |
| 广元职工医学院               | 广元市 | 1977年   | 公办 | http://www.zgyxygy.cn/（页面存档备份，存于）  |                |
| 南充市职工大学               | 南充市 | 1976年   | 公办 |                                               |                |